# Ссора Оберона и Титании
«Ссора Оберона и Титании» (англ. The Quarrel of Oberon and Titania) — картина шотландского художника Джозефа Ноэля Патона по мотивам произведения Уильяма Шекспира «Сон в летнюю ночь», написанная маслом на холсте в 1849 году. С 1897 года хранится в Национальной галерее Шотландии.

## Сюжет
На картине запечатлены Оберон и Титания, ссорящиеся из-за обладания подменышем, который был похищен у индийского султана. Оберон считался королем фей в средневековой и ренессансной литературе. Главные фигуры окружены мелкими сказочными существами. Восхищённый живописным произведением Льюис Кэрролл в своё время насчитал на картине 165 фей.
Пруд с лилиями находится на переднем плане картины, а лесной пейзаж состоит из листьев, цветов и старых искривленных деревьев. Голову Титании окружает группа фей, образующих яркую световую корону. Статуя Пана расположена в правой части картины.

## Выставки
Впервые «Ссора Оберона и Титании» была выставлена на показ в 1850 году в Королевской шотландской академии и признана «картиной сезона». Позднее «Ссора » была выставлена на Парижской выставке в 1855 году.